# Virgínidas
Las Virgínidas son una lluvia de meteoros menor que se extiende durante varios meses, desde finales de enero hasta mediados de abril. Su radiante se encuentra en la constelación de Virgo, de donde toma su nombre. Debido a su larga duración, incluye varios subcomponentes o ramas con distintos picos de actividad a lo largo del periodo.

## Historia
Las Virgínidas fueron registradas por primera vez como un conjunto de lluvias dispersas a mediados del siglo XX. Con el tiempo, gracias al uso de cámaras de video y redes de detección automatizada, se identificaron múltiples subcorrientes dentro del complejo de las Virgínidas.

## Subcorrientes principales
Algunas de las sublluvias más conocidas dentro del complejo de las Virgínidas incluyen:
- Alfa Virgínidas
- Gama Virgínidas
- Eta Virgínidas
- Theta Virgínidas
- Mu Virgínidas

Estas sublluvias tienen picos entre mediados de marzo y principios de abril, con tasas horarias variables pero generalmente bajas.

## Características
- Periodo de actividad: del 25 de enero al 15 de abril
- Picos múltiples: entre el 20 de marzo y el 10 de abril
- THZ (Tasa Horaria Cenital): entre 5 y 10 meteoros por hora en los mejores momentos
- Velocidad: entre 30 y 40 km/s (meteoros de velocidad media)
- Radiante: ubicado en la constelación de Virgo, desplazándose ligeramente durante el periodo activo

## Origen
Aún no se ha identificado un cuerpo progenitor único para las Virgínidas, aunque algunas de sus subcorrientes podrían estar relacionadas con restos cometarios antiguos. Debido a su complejidad, se sospecha que el complejo proviene de múltiples fuentes.

## Observación
La lluvia es observable desde ambos hemisferios, aunque tiene mejores condiciones en el hemisferio norte, especialmente durante las horas previas al amanecer. Sus meteoros suelen ser de brillo moderado y velocidad media, lo que los hace interesantes para observadores pacientes en cielos oscuros.